# Alfredo Panzini
Alfredo Panzini, né à Senigallia le 31 décembre 1863 et mort à Rome le 10 avril 1939, est un professeur, un écrivain, un critique littéraire, un lexicographe, linguiste et historien italien.

## Biographie
Son père était Emilio Panzini, un « médecin de famille  » et sa mère était Filomena Santini. Alfredo Panzini a passé son enfance et sa jeunesse à Rimini. À dix ans, il fut inscrit au lycée municipal, puis il passa  de 1875 à 1882 au collège Marco Foscarini de Venise, où il termina ses études. Il fréquenta l'Université de Bologne, de 1882 à 1886, où il devint élève de Giosuè Carducci - qu'il considérait comme le dernier des classiques - et de Francesco Acri. Il connut Giovanni Pascoli.
En 1890, il épousa Clelia Gabrielli à Parme et de leur union naquirent Umberto (qui vécut seulement dix ans), Emilio, Pietro et Matilde, dite Titti. Il commença à enseigner en 1886, à des gymnases de Castellammare di Stabia et d'Imola, puis au lycée Parini (1888-1897) et à l'École Polytechnique de Milan (1897-1917), enfin à un institut technique romain et au lycée "Terenzio Mamiani" de Rome.

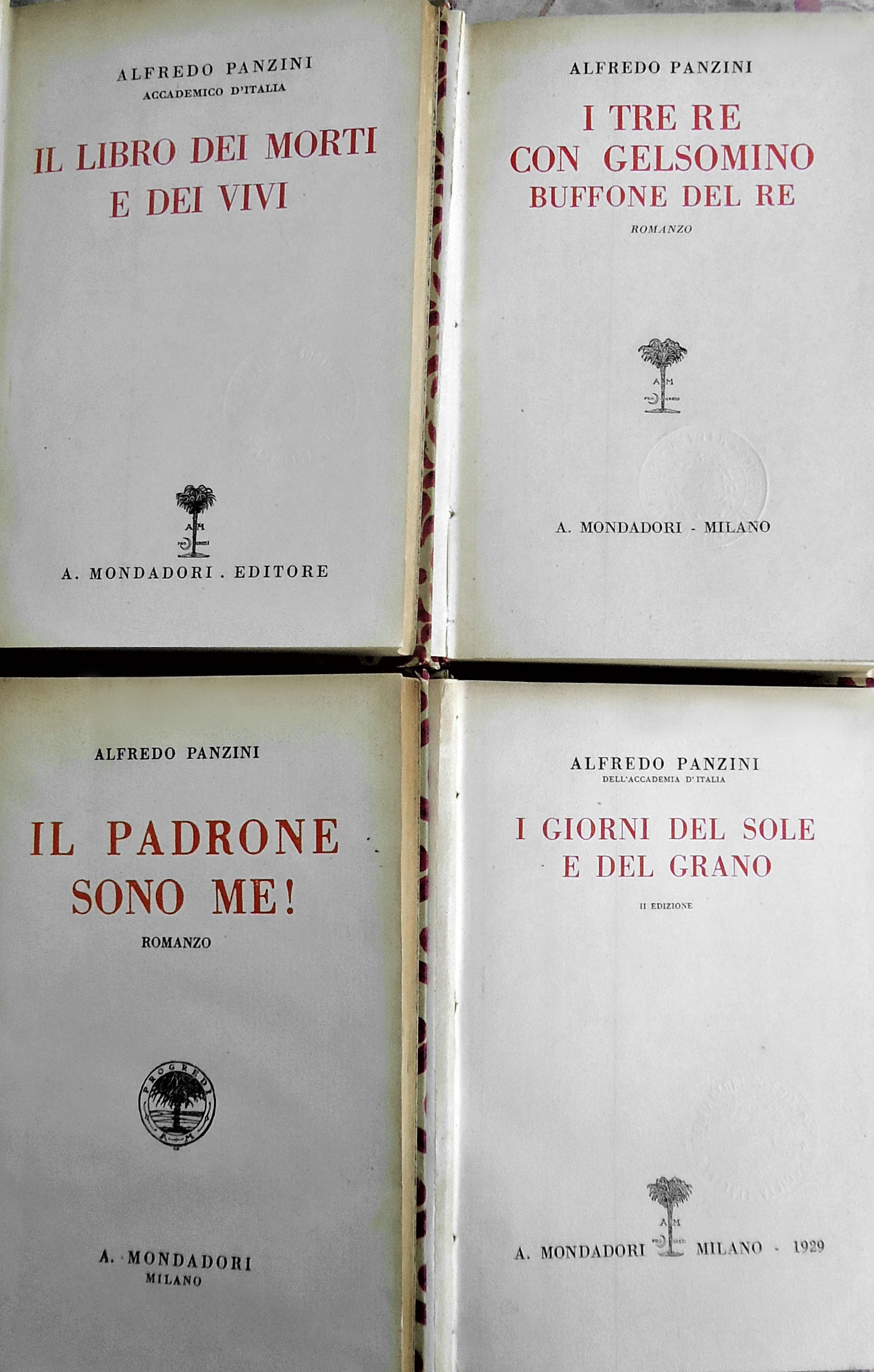
Alfredo Panzin, romans

Entre-temps, il avait commencé à collaborer à L'illustrazione italiana de l'éditeur Treves, puis à La Vita Internazionale, à la Nuova Antologia (it), à La Voce (it), à La Lettura (it), à Natura ed Arte et à la Rivista d'Italia. Il devint un écrivain à succès, avec le roman La lanterna di Diogene (1907) et avec Le fiabe della virtù (1911). Sa popularité grandit en 1922, avec le roman Il padrone sono me!. Il a aussi collaboré à des quotidiens, comme Il Resto del Carlino (depuis 1917), le Il Giornale d'Italia, le Corriere della Sera, et La Tribuna.
En 1925 il fut l'un des signataires du Manifeste des intellectuels fascistes.
En 1929, il entra à l'Académie d'Italie. Ses romans ont été traduits en plusieurs langues. Il s'intéressait aussi à l'histoire (1931, Le comte de Cavour), il écrivit des anthologies scolaires et soigna le Dictionnaire moderne, où il accueillit une grande quantité de néologismes scientifiques, journalistiques et de coutume.
En 1963, à Bellaria-Igea Marina a été créé un « prix national de journalisme » intitulé à Alfredo Panzini.

## Œuvres
On indique uniquement le premier éditeur.

### Romans et contes
- 1893 - Il libro dei morti : romanzo, (Éditions : 1941)
- 1896 - Gli ingenui, Galli di Chiesa & Guindani (Éditions : 1898, 2014, 2017)
- 1899 - Moglie nuova : romanzo, Editrice Galli
- 1901 - Piccole storie del mondo grande, Treves (Éditions : 1905, 1906, 1913, 1917, 1918, 1919, 1920, 1926, 1932, 1935, 1941, 2009)
- 1901 - Lepida et trìstia (novelle), Tip. Agnelli (Éditions : 1902)
- 1903 - Trionfi di donna : novelle, Soc. Edit. La Poligrafica
- 1907 - La lanterna di Diogene, Treves (Éditions : 1917, 1918, 1919, 1920, 1925, 1927, 1944, 1952, 1999, 2006, 2008, 2009, 2017)
- 1911 - Le fiabe della virtù, Treves (Éditions : 1925, 1941, 2009 avec deux lettres 1911 de Vincenzo Cardarelli et de Sibilla Aleramo)
- 1912 - Che cos'è l'amore?, Società Editrice Italiana
- 1913 - Santippe : piccolo romanzo fra l'antico e il moderno,  Treves (Éditions : 1914, 1915, 1917, 1919, 1921, 1925, 1930, 1938, 1941, 1943, 1945, 1954, 2014)
- 1914 - Donne, madonne e bimbi, Studio editoriale lombardo (Éditions : 1921, 1939)
- 1914 - Il romanzo della guerra nell'anno 1914, Studio editoriale lombardo (Éditions : 1915, 1995 avec préfation de Giorgio Bàrberi Squarotti, 1996, 2014, 2015)
- 1916 - La Madonna di Mamà : romanzo del tempo della guerra, Treves (Éditions : 1918, 1919, 1921, 1926, 2010, 2016)
- 1918 - Fiabe della virtù, Treves (Éditions : 1919, 1925)
- 1919 - Il libro dei morti : romanzo, La Voce (Éditions : 1924, 1932)
- 1919 -  Novelle d'ambo i sessi, Treves (Éditions : 1920, 1921, 1941, 1945, 1954)
- 1919 - Viaggio di un povero letterato, Treves (Éditions : 1920, 1954, 2015)
- 1920 - Io cerco moglie! : romanzo, Treves (Éditions : 1924, 1934, 1939, 1941, 1943, 1946, 1955, 2014)
- 1920 - Il diavolo nella mia libreria, Mondadori (Éditions : 1921, 1926, 2012, 2014, 2019)
- 1920 - Il mondo è rotondo : romanzo, Treves (Éditions : 1921)
- 1921 - Signorine, Mondadori (Éditions : 1922, 1926)
- 1921 - La cagna nera : racconto, La Voce (Éditions : 1991)
- 1922 - II padrone sono me! : romanzo, Mondadori (Éditions : 1925, 1927, 1930, 1935, 1949, 1955, 1967, 1975, 1985, 1994, 1995, 2000, 2009, 2014)
- 1923 - Diario sentimentale della guerra : dal dicembre 1914 al novembre 1918, Mondadori (Éditions : 1924, 1926, 2011)
- 1924 - La vera istoria dei tre colori, Mondadori (Éditions : 1926, 2011)
- 1925 - La Pulcella senza pulcellaggio, Mondadori, (Éditions : 1929, 1949, 2009, 2013)
- 1926 - Le damigelle, Mondadori
- 1926 - I tre re con Gelsomino buffone del Re : romanzo, Mondadori (Éditions : 1927, 1931)
- 1929 - l giorni del sole e del grano, Mondadori (Éditions : 1940, 1941, 2012)
- 1930 - Il libro dei morti e dei vivi, Mondadori (Éditions : 2009)
- 1930 - La penultima moda : 1850-1930, Cremonese (Éditions : 1996, 2003)
- 1932 - La sventurata Irminda : libro per pochi e per molti, Mondadori
- 1932 - Il mondo è rotondo : romanzo, Mondadori (Éditions : 1938)
- 1933 - Rose d'ogni mese , Mondadori  (Éditions : 1959)
- 1934 - Novelline divertenti per bambini intelligenti, (Éditions : 1938, 1944, 1946, 1949, 1953, 1956, 1961, 1966, 1967, 1970, 1983, 1984, 1988, 2011)
- 1934 - Legione decima : romanzo fra l'anno XII dell'età fascista e l'anno 58 a. C., Mondadori (Éditions : 1938)
- 1935 - Pagine dell'alba, Mondadori, (Éditions : 1938, 1940, 1942, 2010)
- 1935 - Viaggio con la giovane ebrea, Mondadori (Éditions : 1955)
- 1936 - Il ritorno di Bertoldo, Mondadori
- 1937 - Il bacio di Lesbia : romanzo, Mondadori (Éditions : 1938, 1939, 1941, 1949, 1958, 2000, 2009)
- 1939 - Sei romanzi fra due secoli, Mondadori (Éditions : 1940, 1941, 1942, 1943, 1944, 1954)
- 1942 - La valigetta misteriosa e altri racconti, Mondadori (Éditions : 1944)
- 1950 - La cicuta, i gigli e le rose, a cura di Marino Moretti, Mondadori
- 1958 - Scritti scelti, Mondadori
- 1966 - Il cuore del passero e altre novelle, Mondadori
- 1970 - Opere scelte, a cura di Goffredo Bellonci, Mondadori
- 2012 - La sventurata Irminda, Accademia Panziniana
- 2014 - Un vicino di casa di nome Alfredo : la vendetta dei cardellini e altri racconti, Accademia Panziniana

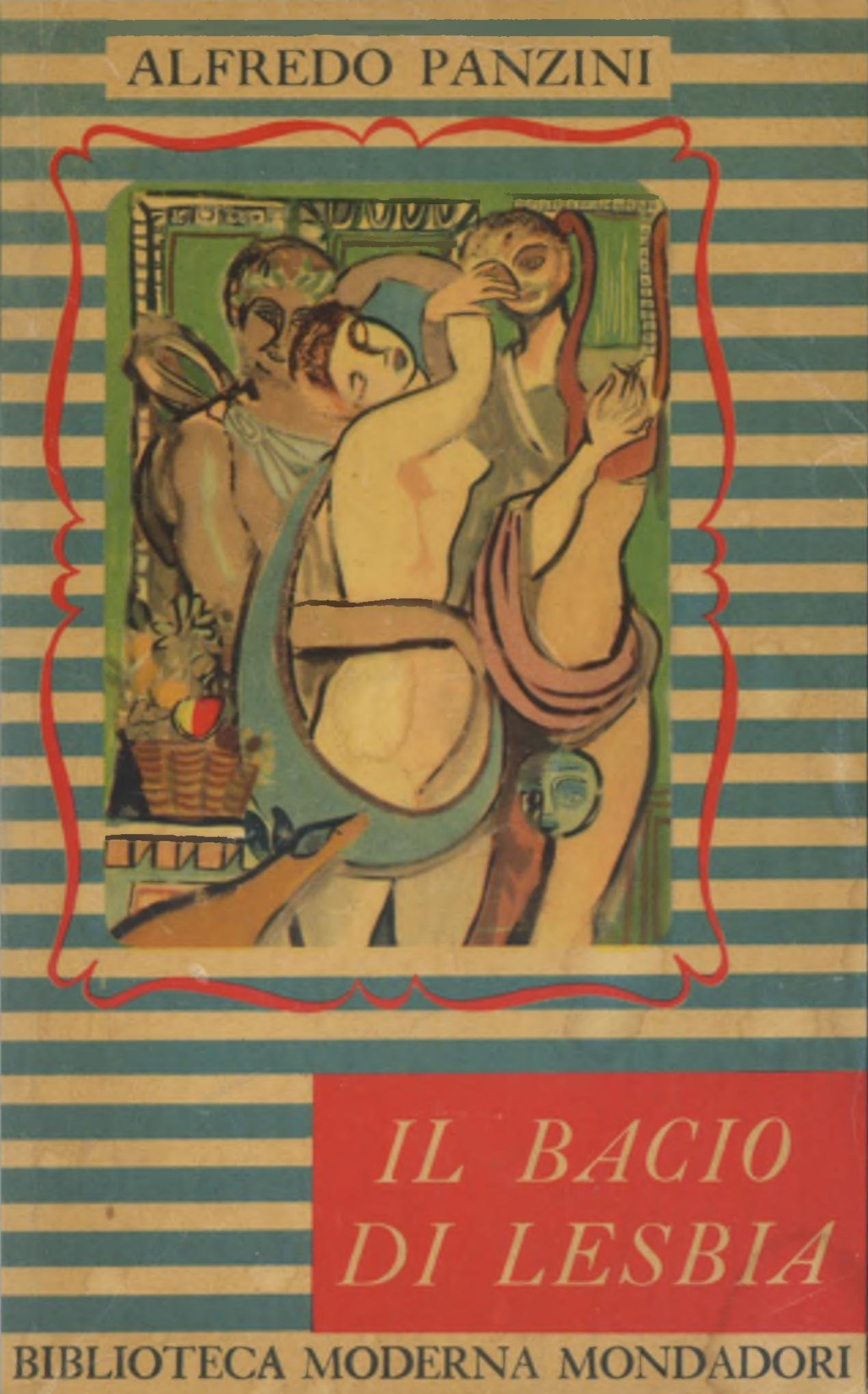
Alfredo Panzini, Il bacio di Lesbia

- 2016 - Audacia da ladro, Lisciani

### Essais littéraires
- 1894 - L'evoluzione di Giosuè Carducci, Chiesa & Guindani
- 1918 - Matteo Maria Boiardo, G. Principato
- 1921 - Dante nel VI centenario : per la gioventù e per il popolo, L. Trevisini (Éditions : 2015)
- 1924 - Le più belle pagine di Maria Matteo Boiardo, Treves
- 1933 - La bella storia di Orlando innamorato e poi furioso, Mondadori (Éditions : 1943, 1994, 2009)
- 1997 - Vita, carattere e opinioni del nobil'uomo Monaldo Leopardi, M. Boni

### Essais
- 1909, Il 1859. Da Plombières a Villafranca : storia narrata, Treves (Éditions : 1914, 1918, 1921, 1926)
- 1930 - Il nuovo volto dell'Italia, con 141 fotografie di Axel von Graefe, Mondadori
- 1931 - Romagna, Nemi (Éditions : 1982, 1996)
- 1931 -  Il conte di Cavour, Mondadori (Éditions : 1932, 1933, 1935, 1939, 1940, 1942, 1943, 1958, 1959)
- 1948 - Per amore di Biancofiore : ricordi di poeti e di poesia ; a cura di M. Valgimigli, Le Monnier
- 1994 - Sigismondo Malatesta : profilo eroico, Verrucchio
- 1997 - Nelle Marche e in Umbria : nella terra dei santi e dei poeti, M. Boni
- 2001 - Viaggi in Italia, 1913-1920 / Alfredo Panzini & Mario Puccini, Fondazione Rosellini per la letteratura popolare

### Dictionnaires, livres de linguistique et scolaires
- 1887 - Saggio critico sulla poesia maccheronica, Tip. Elzeviriana
- 1899 - Nuova antologia latina : per la I e II ginnasiale : con passi tolti dalla Bibbia, dagli Evangeli, dal Petrarca, dal Pontano, da M. Ficino, Vegezio, Catone e Plauto, Albrighi-Segati & C.
- 1905 Dizionario moderno. Supplemento ai Dizionari italiani, Ulrico Hoepli (Éditions : 1908, 1918, 1923, 1927, 1931, 1935, 1942, 1950, 1963, 1969)
- 1912 - La nostra patria : corso di storia per le scuole secondarie (ginnasiali, tecniche e complementari), L. Trevisini
- 1912 - Manualetto di retorica : ad uso delle scuole secondarie inferiori : con numerosi esempi e dichiarazioni, Bemporad (Éditions : 1913, 1915, 1916, 1919, 1920, 1922, 1926, 1928)
- 1914 - Semplici nozioni di grammatica italiana : con esercizi ed esempi ad uso delle scuole medie inferiori, L. Trevisini (Éditions : 1929, 1930, 1931, 1932, 1933, 1934, 1935)
- 1920 - Il libro di lettura delle scuole popolari, La Voce
- 1921 - Il melograno : letture per la gioventù e per il popolo, R. Bemporad & F. et Sansoni (Éditions : 1922, 1926, 1928, 1935, 1936, 1940, 1941)
- 1929 - La nostra gente : Testo di storia per le scuole secondarie di avviamento al lavoro, 6 vol., avec Maria D'Angelo
- 1930 - La Parola e la Vita : dalla grammatica all'analisi stilistica e letteraria, avec Augusto Vicinelli, Bemporad (Éditions : 1931, 1932, 1933, 1934, 1935, 1937, 1938, 1939, 1940, 1941, 1942, 1945, 1946, 1947, 1948, 1951, 1952, 1953, 1954, 1961, 1963, 1965, 1968)
- 1932 - Guida alla grammatica italiana : con un prontuario delle incertezze : libretto utile per ogni persona, Bemporad (Éditions : 1933, 1934, 1935)
- 1940 - Grammatica italiana, Mondadori (Éditions : 1941, 1943, 1945, 1946, 1950, 1952, 1955, 1956, 1957, 1962, 1982, 1983, 1986, 1989, 1991, 1999, 2017)

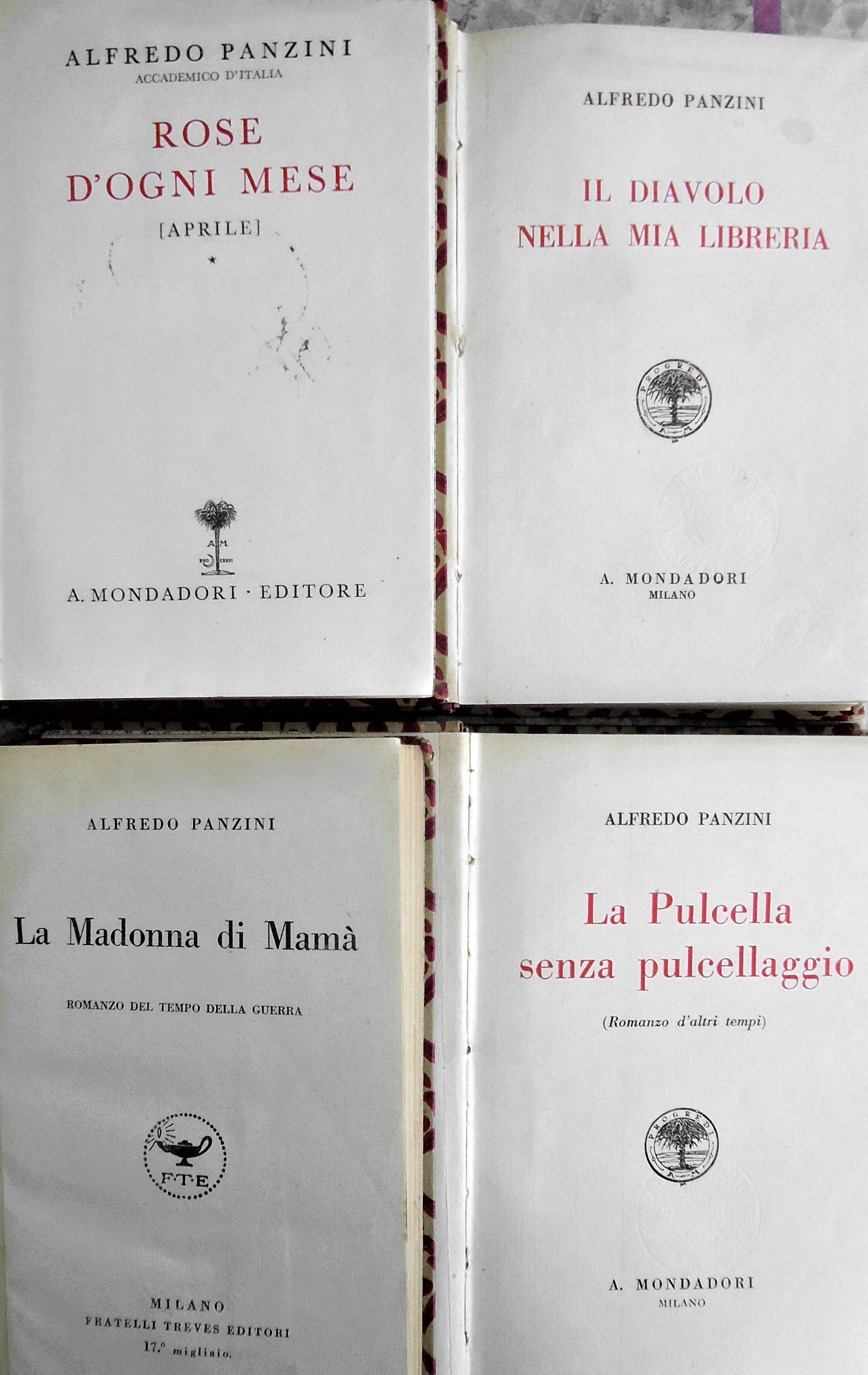
Alfredo Panzini, romans

### Traductions
- 1891 - Le Bucoliche di Virgilio con raffronti e traduzione originale d'una scelta degli Idilli di Teocrito, nuovamente volgarizzati a maggiore intelligenza del testo, D. Briola (Éditions : 1893)
- 1891 - Elegie di Ovidio e di Tibullo / scelte e commentate dal dott. Alfredo Panzini, D. Briola (Éditions : 1898)
- 1899 - Nuova Antologia latina. Brani tratti da autori della bassa latinità e medievali, Albrighi e Segati (Éditions : 1909)
- 1928 - Hésiode, Le Opere e i Giorni, versione in prosa italiana, Treves (Éditions : 1990, 2015)
- 1930 - Henry Murger, Vita di Bohème, (Scènes de la vie de bohème), Mondadori (Éditions : 1933, 1944, 1955, 1969, 1971, 2015)

### Préfaces et présentations
- 1924 - Marino Moretti, Mia madre, prefazione di Alfredo Panzini, Treves (Éditions : 1926, 1928, 1935)
- 1935 - Mostra personale di Lino Baccarini : marzo 1935-18 / presentazione di Alfredo Panzini, Rizzoli & C.

### En braille
- 1933 - Romagna, Stamperia Nazionale Braille
- 19? - Guida alla grammatica italiana, Stamperia Nazionale Braille
- 19? - La vera istoria dei tre colori, Stamperia Nazionale Braille
- 19? - Le più belle pagine di M. M. Boiardo / scelte da A. Panzini, Stamperia Nazionale Braille

### Œuvres traduites
- (pl) 1918 - Latarka diogenesa (La lanterna di Diogene), Ksiaznica Atlas
- 1919 - Je cherche femme: Roman, Ernest Flammarion
- (en) 1922 - Wanted-a wife (Io cerco moglie!), Nicholas L. Brown
- (ro) 1928 - Caut nevasta! : roman (Io cerco moglie!), Editura Nationala S. Ciornei
- (hu) 1929 - Xantippe, Danubia
- 1932 - Cavour et l'epopee du Risorgimento ; traduit de l'italien par Jean Humbert, Payot
- (pl) 1934 - Ksantypa (Santippe), Ksiaznica Atlas
- (en + it) 1934 - Novelle, The University of Chicago press
- (de) 1938 - Sokrates und Xanthippe : Ernst und Ironie um den "Weisesten aller Menschen,  Bruckmann
- 1943 - Le baiser de Lesbie, Office de Pubblicité
- (es) 1945 - Cavour : el artífice de la unidad de Italia, Morata
- 1947 - Xanthippe : petit roman antique et moderne a la fois, Calmann-Lévy
- (sv) 1953 - Flickan och dygden (La pulcella senza pulcellaggio), CWK Gleerup
- (hu) 1959 - Egy hajdani hajadon : regény, Európa Könyvkiadó
- (sr + hr) 1961 - Trazim Zenu! : roman (Io cerco moglie!), Matica Hrvatska
- (ro) 1972 - Lampa lui Diogene : Călătoria unui biet literat / in româneʂte de Tatiana Popescu-Ulmu, Univers
- (en + it) 19? - The affairs of the major (Le vicende del maggiore), The Holerth press
- (de) 19? - Der Graf Cavour : retter und einigener Italiens, (Il conte di Cavour), Paul Zsolnay verlag

### Correspondances
- 1986 et 1990 - Carteggi panziniani / a cura di Ennio Grassi, 2 vol. Panozzo (avec Giuseppe Prezzolini et Marino Moretti)
- (it) « Scrivimi Clotilde mia : lettere inedite di Alfredo Panzini / a cura di Claudio Marabini », Nuova Antologia, Florence, Le Monnier, no 2211,‎ juillet-septembre 1999, p. 236-262.

## Lieux d'intérêt
- Casa Rossa, la demeure estive d'Alfredo Panzini, ouverte au public et siège de l'« Accademia Panziniana »[4].